# Brvace
Brvace – wieś w Słowenii, w gminie Grosuplje. 1 stycznia 2017 liczyła 128 mieszkańców.